# Пойл, Дэвид
Дэвид Пойл (англ. David Poile; 14 февраля 1950, Торонто, Онтарио, Канада) — бывший канадский хоккеист и первый генеральный менеджер клуба НХЛ «Нэшвилл Предаторз». В 2024-м году был включён в Зал хоккейной славы.

## Игровая карьера
С 1968 по 1970 год играл в Северо-Восточном университете в Бостоне, штат Массачусетс. На северо-востоке Пойл был успешным хоккеистом и все ещё держит рекорд для большинства хет-триков в карьере — 11. В сезоне 1969/70 был включён во вторую символическую команду ECAC.
В сезоне 1970/71 провёл 3 игры в АХЛ за  «Рочестер Американс», не набрав очков и заработав 2 штрафные минуты. Также в этом сезоне играл за команду  «Брэйнтри Хоукс», набрав 84 очка. Сколько игр провёл в данной команде история умалчивает. После этого сезона Пойл завершил карьеру игрока.

## Управленческая карьера

### Атланта/Калгари Флэймз
Дэвид начал свою карьеру в НХЛ в качестве помощника по административным вопросам в «Атланте Флэймз». Через пять лет после присоединения к «Атланте» он был назначен помощником генерального менеджера.

### Вашингтон Кэпиталз
После окончания сезона 1981-82 присоединился в качестве генерального менеджера в возрасте 33 лет к команде «Вашингтон Кэпиталз». Ему удалось провести несколько уачных обменов и вместе со старшим тренером Брайаном Мюрреем удалось создать новую, боеспособную команду. При Дэвиде «Кэпиталз» стали лидерами в НХЛ, однако особо больших результатов в плей-офф добиться не удалось. В 1990 году «Кэпиталз» дошли до третьего раунда розыгрыша Кубка Стэнли, но уступили «Бостону». В середине 1990-х годов на пути «Вашингтона» в плей-офф чаще всего вставали «Питтсбург Пингвинз». По окончании сезона 1996/97, в котором «Вашингтон» впервые не попал в плей-офф за время работы американца, Пойл покинул свой пост.

### Нэшвилл Предаторз
Первым генеральным менеджером новой команды из Теннесси в июле 1997 года был назначен Дэвид Пойл.
В 2001 году он был награждён призом Лестера Патрика, что сделало его и его отца Нормана «Бада» Пойла одной из шести пар отца и сына, получивших эту награду.
В сезоне 2003/04 впервые «хищники» попали в плей-офф. В сезоне 2010/11 впервые вышли во второй раунд, обыграв «Анахайм Дакс» со счётом 4-2 в серии.
Перед сезоном 2014/15 Пойл уволил первого тренера «Нэшвилла» — Троца, взяв на его место Питера Лавиолетта. Под руководством Лавиолетта в сезоне 2016/17 команда дошла до финала Кубка Стэнли.
В сезоне 2017/18 впервые вышли в Финал Кубка Стэнли, обыграв в 3-й раз подряд в плей-офф «Анахайм», а сам Пойл получил награду лучшего генерального менеджера в НХЛ. В следующем сезоне Дэвид стал самым побеждающим на данный момент Генеральным менеджером в НХЛ, обойдя Глена Сатера, у которого было 1319 побед. «Нэшвилл Предаторз» в этом сезоне впервые завоевал Президентский Кубок.
26 февраля 2023 года Пойл объявил, что 30 июня уйдёт в отставку с постов генерального менеджера и президента по хоккейным операциям, а его место в клубе займёт бывший главный тренер «хищников» Барри Троц. Сам Пойл занял место старшего советника.
В 2024 году Пойл был включён вместе с бывшим защитником «Нэшвлла» Ши Уэбером в Зал хоккейной славы.

### США
Пойл был генеральным менеджером национальной сборной США по хоккею на ЧМ 1998 и 1999. Пойл также был генеральным менеджером США на Олимпийских играх 2014 года, однако он не смог присутствовать на играх в Сочи из-за попадания в лицо шайбой во время утренней тренировки «Нэшвилла» всего за несколько дней до запланированного отъезда. С тех пор у него проблемы с правым глазом.

## Семья
Дэвид является сыном бывшего игрока НХЛ и тренера Нормана «Бада» Пойла. Дядя Дон также был хоккеистом, проведя 2 сезона в НХЛ за «Детройт». Сын Дэвида, Брайан, с 2001 по 2004 год был директором по хоккейным операциям в «Юте Гриззлис». С 2010 года занимает данный пост в «Нэшвилле», а с 2018 года является ассистентом генерального менеджера.